# It Had to Be You… The Great American Songbook
It Had to Be You… The Great American Songbook (englisch für ‚Es musstest Du sein... Das große amerikanische Liederbuch‘) ist ein Coveralbum des britischen Sängers Rod Stewart. Es erschien am 22. Oktober 2002 und enthält ausschließlich Coverversionen von Liedern aus dem Great American Songbook, der amerikanischen Unterhaltungsmusik von den 1920er bis 1950er Jahren. Es ist das erste von fünf Alben, auf denen Stewart Titel des Great American Songbook interpretierte.

## Produktion
It Had to Be You… The Great American Songbook wurde von den US-amerikanischen Musikproduzenten Phil Ramone, Richard Perry und Clive Davis in verschiedenen US-amerikanischen Tonstudios produziert.

## Covergestaltung
Das Albumcover zeigt ein Porträt des zum Zeitpunkt der Albumveröffentlichung 57-jährigen Künstlers. Die Fotografie stammt von dem britischen Fotografen Andrew MacPherson.

## Titelliste
| #  | Titel                             | Original-Texter/Komponist (Jahr)                 | Länge |
| -- | --------------------------------- | ------------------------------------------------ | ----- |
| 1  | You Go to My Head                 | J. Fred Coots, Haven Gillespie (1938)            | 4:17  |
| 2  | They Can’t Take That Away from Me | George Gershwin, Ira Gershwin (1937)             | 3:25  |
| 3  | The Way You Look Tonight          | Dorothy Fields, Jerome Kern (1936)               | 3:49  |
| 4  | It Had to Be You                  | Isham Jones, Gus Kahn (1924)                     | 3:24  |
| 5  | That Old Feeling                  | Lew Brown, Sammy Fain (1937)                     | 2:54  |
| 6  | These Foolish Things              | Harry Link, Eric Maschwitz, Jack Strachey (1936) | 3:48  |
| 7  | The Very Thought of You           | Ray Noble (1934)                                 | 3:20  |
| 8  | Moonglow                          | Eddie DeLange, Will Hudson, Irving Mills (1933)  | 3:32  |
| 9  | I’ll Be Seeing You                | Sammy Fain, Irving Kahal (1938)                  | 3:51  |
| 10 | Every Time We Say Goodbye         | Cole Porter (1944)                               | 3:27  |
| 11 | The Nearness of You               | Hoagy Carmichael, Ned Washington (1938)          | 3:00  |
| 12 | For All We Know                   | J. Fred Coots, Sam M. Lewis (1934)               | 3:24  |
| 13 | We’ll Be Together Again           | Carl T. Fischer, Frankie Laine (1945)            | 3:54  |
| 14 | That’s All                        | Alan Brandt, Bob Haymes (1952)                   | 3:03  |

## Rezeption
| Professionelle Bewertungen | Professionelle Bewertungen |
| -------------------------- | -------------------------- |
| Kritiken                   |                            |
| Quelle                     | Bewertung                  |
| laut.de                    | [ 1 ]                      |
| allmusic                   | [ 2 ]                      |

Stefan Johannesberg von laut.de bewertete It Had to Be You… The Great American Songbook mit zwei von fünf Punkten. Rod Stewart wage sich „auf ungewohntes Terrain vor“, doch das Album sei „eine eher ruhige, ja fast konservative Platte geworden,“ wobei er „auf jegliche Experimente“ verzichte.

## Singleauskopplungen
Als Singles wurden die Lieder These Foolish Things und They Can’t Take That Away from Me ausgekoppelt, die sich beide nicht in den Charts platzieren konnten.

## Kommerzieller Erfolg

### Chartplatzierungen
It Had to Be You… The Great American Songbook stieg am 4. November 2002 auf Platz 26 in die deutschen Albumcharts ein und konnte sich insgesamt 15 Wochen in den Top 100 halten. Erfolgreicher war es u. a. in den Vereinigten Staaten und im Vereinigten Königreich, wo das Album Rang 4 bzw. 8 erreichte.
| ChartsChartplatzierungen       | Höchstplatzierung | Wochen |
| ------------------------------ | ----------------- | ------ |
| Deutschland (GfK)              | 26 (15 Wo.)       | 15     |
| Österreich (Ö3)                | 41 (10 Wo.)       | 10     |
| Schweiz (IFPI)                 | 81 (2 Wo.)        | 2      |
| Vereinigte Staaten (Billboard) | 4 (86 Wo.)        | 86     |
| Vereinigtes Königreich (OCC)   | 8 (29 Wo.)        | 29     |

| ChartsJahrescharts (2002)    | Platzierung |
| ---------------------------- | ----------- |
| Vereinigtes Königreich (OCC) | 47          |

| ChartsJahrescharts (2003)      | Platzierung |
| ------------------------------ | ----------- |
| Vereinigte Staaten (Billboard) | 34          |

| ChartsJahrescharts (2004)      | Platzierung |
| ------------------------------ | ----------- |
| Vereinigte Staaten (Billboard) | 109         |

### Auszeichnungen für Musikverkäufe
Im Jahr 2006 erhielt It Had to Be You… The Great American Songbook in den Vereinigten Staaten für mehr als drei Millionen verkaufte Einheiten eine dreifache Platin-Schallplatte. Im Vereinigten Königreich wurde es 2013 für über 600.000 Verkäufe mit Doppel-Platin ausgezeichnet. Insgesamt erhielt das Album Schallplattenauszeichnungen für mehr als 4,3 Millionen verkaufte Exemplare.

| Land/Region                  | Auszeichnungen für Musikverkäufe (Land/Region, Auszeichnung, Verkäufe) | Verkäufe  |
| ---------------------------- | ---------------------------------------------------------------------- | --------- |
| Argentinien (CAPIF)          | Platin                                                                 | 40.000    |
| Australien (ARIA)            | 3× Platin                                                              | 210.000   |
| Brasilien (PMB)              | Platin                                                                 | 125.000   |
| Kanada (MC)                  | 3× Platin                                                              | 300.000   |
| Neuseeland (RMNZ)            | Gold                                                                   | 7.500     |
| Polen (ZPAV)                 | Platin                                                                 | 40.000    |
| Schweden (IFPI)              | Gold                                                                   | 30.000    |
| Vereinigte Staaten (RIAA)    | 3× Platin                                                              | 3.000.000 |
| Vereinigtes Königreich (BPI) | 2× Platin                                                              | 600.000   |
| Insgesamt                    | 2× Gold · 14× Platin ·                                                 | 4.352.500 |

Hauptartikel: Rod Stewart/Auszeichnungen für Musikverkäufe